# ルネ・オーベルジョノワ
ルネ・オーベルジョノワ（René Auberjonois、1940年6月1日 - 2019年12月8日 ）は、アメリカ合衆国ニューヨーク市出身の俳優、声優である。

## 来歴
1940年ニューヨーク市に生まれる。父親はスイス生まれの作家で、祖父は画家だった。尚、父親はピューリッツァー賞にもノミネートされている。母親はジョアシャン・ミュラ、ナポレオン・ボナパルト、ナポリ王国ら皇族の子孫。第二次世界大戦時に、戦火を逃れるために一家はパリへ移住。その頃から役者になることを志し始め、数年後にアメリカへ帰国すると、ロックランド郡を拠点とする芸術家が多く住む居留地へ移住。当時、その集落に住んでいた俳優のジョン・ハウスマンらと親交も深めた。
大学卒業後は、舞台デビューを果たし、ニューヨークとロサンゼルス、サンフランシスコなどで開催されていたいくつかの舞台にも出演。1968年には『リア王』でブロードウェイデビューも果たす。翌年にはキャサリン・ヘプバーンとの共演作においてトニー賞を受賞している。その後も、トニー賞に引き続きノミネートされた。同時にテレビや映画などでも露出が増え始め、着々とキャリアを重ねていった。シリアスな役柄から、コミカルな役柄、怪しい役柄までと幅広いパフォーマンスを見せ、エミー賞にもノミネートされている。
日本でも人気ドラマシリーズの『スタートレック:ディープ・スペース・ナイン』のオドー役で知られているほか、映画では初期のロバート・アルトマン監督作品や人気コメディシリーズ第5弾の『ポリスアカデミー5 マイアミ特別勤務』の悪役でも知られている。なお、同作品においてはメインキャラクターであるラサード校長を誘拐する間の抜けたギャングのボスをコミカルに演じた。
『バットマン・フォーエヴァー』では、脇役ではあるがプロデューサーのティム・バートンと似た容姿のバートン博士役を演じている。
声優としてのキャリアも豊富でアニメーションやラジオ、テレビゲームに出演した。
2008年にはシェークスピア・シアター・カンパニーの舞台においてもデビューを果たした他、監督や演出家としての顔も持っている。

### 私生活
1963年に結婚しており、2人の子供がいる。娘のテッサ・オーベルジョノワと息子のレミー・オーベルジョノワはいずれも俳優として活動している。
2019年12月8日、ロサンゼルスの自宅で転移性肺癌により死去した。

## 出演作品

### 映画
| 公開年 | 日本語題 原題                                                                   | 役名                                                     | 備考                         |
| ------ | ------------------------------------------------------------------------------- | -------------------------------------------------------- | ---------------------------- |
| 1964年 | リリス Lilith                                                                   |                                                          | クレジットなし               |
| 1970年 | M★A★S★H マッシュ M*A*S*H                                                        | ジョン・パトリック・”デイゴ・レッド”マルケイ神父（中尉） |                              |
| 1970年 | バード★シット Brewster McCloud                                                  | The Lecturer                                             |                              |
| 1971年 | ギャンブラー McCabe & Mrs. Miller                                               | シーハン                                                 |                              |
| 1971年 | 空中大脱走 The Birdmen                                                          | Halden Brevik / Olav Volda                               | テレビ映画                   |
| 1972年 | ロバート・アルトマンのイメージズ Images                                         | ヒュー                                                   |                              |
| 1972年 | おかしな結婚 Pete 'n' Tillie                                                    | ジミー                                                   |                              |
| 1975年 | ヒンデンブルグ The Hindenburg                                                   | Major Napier                                             |                              |
| 1976年 | 弾丸特急ジェット・バス The Big Bus                                              | ファーザー・クドス                                       |                              |
| 1976年 | キングコング King Kong                                                          | ロイ                                                     |                              |
| 1978年 | アイズ Eyes of Laura Mars                                                       | ドナルド・フェルプス                                     |                              |
| 1979年 | ミスター・ウエストの奇妙な冒険 The Wild Wild West Revisited                     | サー・デヴィッド・エドニー                               | テレビ映画                   |
| 1980年 | 続ミスター・ウエストの奇妙な冒険 More Wild Wild West                            | サー・デヴィッド・エドニー                               | テレビ映画                   |
| 1982年 | ラスト・ユニコーン The Last Unicorn                                             | The Skull                                                | 声の出演                     |
| 1982年 | スマーフ/クリスマス・スペシャル The Smurfs Christmas Special                    | ストレンジャー                                           | テレビ映画 声の出演          |
| 1986年 | 暴力ハイスクール ブラックコブラ 3:15 The Moment of Truth                        | ホーナー                                                 |                              |
| 1987年 | ティーンバンパイヤ My Best Friend Is a Vampire                                  | モドック                                                 |                              |
| 1987年 | ウォーカー Walker                                                               | ヘニントン                                               |                              |
| 1988年 | ポリス・アカデミー5 マイアミ特別勤務 Police Academy 5: Assignment: Miami Beach  | トニー                                                   |                              |
| 1989年 | NEMO/ニモ Little Nemo: Adventures in Slumberland                                | ジーニアス教授                                           | 声の出演                     |
| 1989年 | リトル・マーメイド The Little Mermaid                                           | ルイ                                                     | 声の出演                     |
| 1989年 | ドリーム・ナイト A Connecticut Yankee in King Arthur's Court                    | マーリン                                                 | テレビ映画                   |
| 1991年 | クレーンの叫び The Lost Language of Cranes                                      | ジェフリー・レイン                                       | テレビ映画                   |
| 1991年 | スタートレックVI 未知の世界 Star Trek VI: The Undiscovered Country              | ウエスト                                                 | クレジットなし               |
| 1992年 | ワイルド・カード Wild Card                                                      | ジェイク・スペンス                                       | テレビ映画                   |
| 1995年 | バットマン・フォーエヴァー Batman Forever                                       | バートン博士                                             |                              |
| 1996年 | キャッツ・ドント・ダンス Cats Don't Dance                                       | フラニガン                                               | 声の出演                     |
| 1999年 | GO!GO!ガジェット Inspector Gadget                                               | アーテマス・ブラッドフォード博士                         |                              |
| 2000年 | ピノキオとゼペット Geppetto                                                     | Prof. Buonragazzo                                        | テレビ映画                   |
| 2000年 | パトリオット The Patriot                                                        | オリヴァー神父                                           |                              |
| 2000年 | リトル・マーメイドII Return to The Sea The Little Mermaid II: Return to the Sea | ルイ                                                     | ビデオ映画 声の出演          |
| 2000年 | ヨセフ物語 〜夢の力〜 Joseph: King of Dreams                                    | 執事                                                     | ビデオ映画 声の出演          |
| 2001年 | プリティ・プリンセス The Princess Diaries                                       | Philippe Renaldi                                         | 声のみの出演、クレジットなし |
| 2005年 | ゼペットの秘密 Geppetto's Secret                                                | Mr. Sneap                                                | 声の出演                     |
| 2016年 | ライフ・ゴーズ・オン 彼女たちの選択 Certain Women                               | アルバート                                               |                              |
| 2019年 | ファースト・カウ First Cow                                                      | カラスを連れた男性                                       | 遺作                         |

### テレビシリーズ
| 放映年         | 日本語題 原題                                                             | 役名                                      | 備考                                                                          |
| -------------- | ------------------------------------------------------------------------- | ----------------------------------------- | ----------------------------------------------------------------------------- |
| 1971年         | モッズ特捜隊 The Mod Squad                                                | ファラデイ                                | 1エピソード                                                                   |
| 1971年         | 署長マクミラン McMillan & Wife                                            | アンドレ                                  | エピソード『エジプトの秘宝』                                                  |
| 1971年         | 四次元への招待 Night Gallery                                              | ウィリアム                                | 1エピソード                                                                   |
| 1975年         | The Jeffersons                                                            | ケラー                                    | 1エピソード                                                                   |
| 1975年         | 命がけの青春 ザ・ルーキーズ The Rookies                                   | ロン・ケリー                              | 1エピソード                                                                   |
| 1977年         | 地上最強の美女バイオニック・ジェミー The Bionic Woman                     | ピエール                                  | 1エピソード                                                                   |
| 1976年、1979年 | チャーリーズ・エンジェル Charlie's Angels                                 |                                           | 異なる役で2エピソード                                                         |
| 1977年         | ライネマン・スパイ作戦 The Rhinemann Exchange                             | ユージーン・リヨン博士                    | ミニシリーズ                                                                  |
| 1978年         | 悪魔の棲む村 The Dark Secret of Harvest Home                              | ジャック                                  | ミニシリーズ                                                                  |
| 1978年         | スタスキー&ハッチ Starsky and Hutch                                       | 男爵                                      | 1エピソード                                                                   |
| 1979年         | ロックフォードの事件メモ The Rockford Files                               | マスターズ                                | 1エピソード                                                                   |
| 1979年         | ワンダーウーマン Wonder Woman                                             | キンボール                                | 1エピソード                                                                   |
| 1979年         | ミセス・コロンボ / ミス・ケイトの冒険 Mrs. Columbo / Kate Loves a Mystery | Bradlee / Monsieur Gerard                 | 異なる役で2エピソード                                                         |
| 1980年～1986年 | ミスター・ベンソン Benson                                                 | クレイトン・エンディコット3世             | 135エピソード                                                                 |
| 1982年、1983年 | フェアリーテール・シアター Faerie Tale Theatre                            |                                           | エピソードThe Tale of the Frog Prince エピソードSleeping Beauty               |
| 1987年、1988年 | ジェシカおばさんの事件簿 Murder, She Wrote                                | ハリー・パパシアン教授 ウォーカー・ソーン | エピソードMurder in a Minor Key (1987) エピソードMourning Among the Wisterias |
| 1988年         | L.A.ロー 七人の弁護士 L.A. Law                                            | ケヴィン・リチャードソン                  | 1エピソード                                                                   |
| 1991年         | 天才少年ドギー・ハウザー Doogie Howser, M.D.                              | アインシュタイン                          | 1エピソード                                                                   |
| 1992年、1993年 | マトロック Matlock                                                        |                                           | 2つの役で3エピソード                                                          |
| 1993年～1999年 | スタートレック:ディープ・スペース・ナイン Star Trek: Deep Space Nine      | オドー                                    | 173エピソード                                                                 |
| 1998年         | 新アウターリミッツ The Outer Limits                                       | ドラヴァン                                | 1エピソード                                                                   |
| 1998年、1999年 | ポルターガイスト ザ・レガシー Poltergeist: The Legacy                     | マイロ                                    | 2エピソード                                                                   |
| 1999年         | シカゴ・ホープ Chicago Hope                                               | ウォルター・ケリー                        | 1エピソード                                                                   |
| 2000年         | スターゲイト SG-1 Stargate SG-1                                           | アラー                                    | 1エピソード                                                                   |
| 2000年、2002年 | ザ・プラクティス ボストン弁護士ファイル The Practice                      | マンツ判事                                | 2エピソード                                                                   |
| 2001年         | 刑事ナッシュ・ブリッジス Nash Bridges                                     | Hagen Bridges                             | 1エピソード                                                                   |
| 2001年         | そりゃないぜ!? フレイジャー Frasier                                       | Professor William Tewksbury               | 2エピソード                                                                   |
| 2004年～2008年 | ボストン・リーガル Boston Legal                                           | ポール・ルイストン                        | 71エピソード                                                                  |
| 2007年～2008年 | 女捜査官グレイス 〜 天使の保護観察中 Saving Grace                         | パトリック・マーフィー神父                | 2エピソード                                                                   |
| 2010年～2012年 | ウェアハウス13 〜秘密の倉庫 事件ファイル〜 Warehouse 13                   | ヒューゴ・ミラー                          | 3エピソード                                                                   |
| 2011年         | クリミナル・マインド FBI行動分析課 Criminal Minds                         | ロン・マッセイ                            | 1エピソード                                                                   |
| 2012年         | グレイズ・アナトミー 恋の解剖学 Grey's Anatomy                            | ニール・シェリダン                        | 1エピソード                                                                   |
| 2012年         | NCIS 〜ネイビー犯罪捜査班 NCIS: Naval Criminal Investigative Service      | フェリックス・ブラックウェル博士          | 1エピソード                                                                   |
| 2013年         | グッド・ワイフ The Good Wife                                              | クレイプール                              | 1エピソード                                                                   |

### テレビアニメ
- わんぱくダック夢冒険 DuckTales (1987)
- ダークウィング・ダック Darkwing Duck (1991)
- バットマン Batman (1992)
- ラグラッツ Rugrats (1994)
- アラジンの大冒険 Aladdin (1994)
- マイティ・マックス Mighty Max (1994)
- Captain Simian & The Space Monkeys (1997)
- ジャスティス・リーグ Justice League (2001-2003)
- ハウス・オブ・マウス House of Mouse (2002)
- アバター 伝説の少年アン Avatar: The Last Airbender (2005-2007)

### テレビゲーム
- Legacy of Kain: Soul Reaver II (2001)
- Blood Omen II: Legacy of Kain (2002)
- Pirates of the Caribbean: At World's End (2007)